# ポメラニアン
ポメラニアン（英：Pomeranian、独：Zwergspitz）はドイツ原産の小型犬。ドイツではスピッツの大きさでツヴェルク・スピッツに値する。ポメラニアンという名称は、バルト海に面し、ドイツ北東部からポーランド北西部にまたがるポメラニア地方にちなんでいる。この地方では、古来より様々なスピッツが飼育されていた。ポメラニアンはドイツで中型のスピッツから品種改良を重ねることで小型化し、誕生した犬種である。そのため国際畜犬連盟からもジャーマン・スピッツの一品種に分類されており、多くの国で小さなスピッツを意味する「ツヴェルク・スピッツ」（Zwergspitz）として知られている。
ポメラニアンが流行犬種となったきっかけは、17世紀以降多くの王族が飼育を始めたことによる。とくに愛犬家として知られるヴィクトリア女王が小さな体躯のポメラニアンを愛好し、熱心に繁殖させたことによってポメラニアンの小型化に拍車がかかり、世界的な人気犬種となっていった（一説には1888年、女王自らがこの犬をイタリアから持ち帰ったともいうが、一般にはもう少し以前からイギリスで飼われていたと考えられる）。ヴィクトリア女王の存命中にポメラニアンの大きさはそれまでの半分程度にまで小さくなった。概してポメラニアンは頑健で丈夫な犬種といえるが、膝蓋骨脱臼と気管虚脱を発症することがある。また、まれにではあるが、「黒斑病 (black skin disease)」と呼ばれる遺伝性の皮膚疾患による脱毛症に罹患することもある。日本やアメリカでは近年飼育数が常に上位15位までに入っている人気犬種である。

## 概説

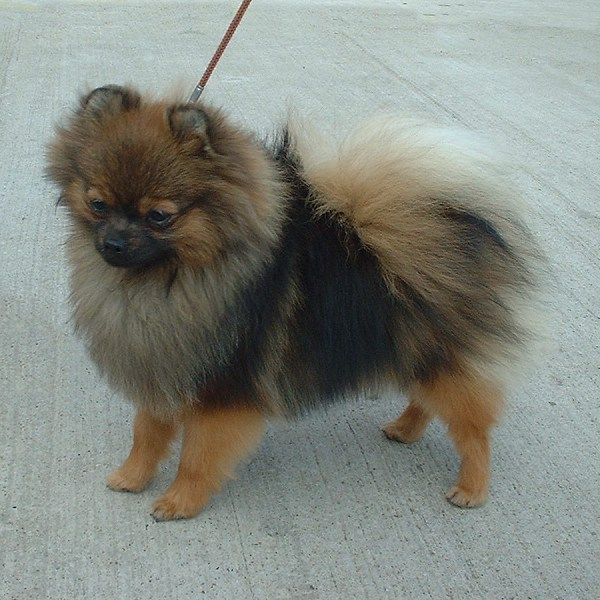
オレンジ・セーブルの被毛を持つポメラニアン

ポメラニアンは体重3.0 - 6.0kg、体高13 - 28cmの小型犬である。小さいながらも丈夫な犬種で、粗く豊富な被毛と長い飾り毛のついた巻尾を持つ。首と背はひだ飾りのような、臀部は羽飾りのようなトップコートが密生している。
最初期のポメラニアンの毛色はホワイトがほとんどで、まれにブラックが見られた。ヴィクトリア女王は1888年にレッドの被毛を持つ小さなポメラニアンを飼育しており、19世紀末までこの毛色のポメラニアンが流行するきっかけとなった。現在のポメラニアンは、ホワイト、ブラック、ブラウン、レッド、オレンジ、クリーム、セーブル、ブラック・アンド・タン、ブラウン・アンド・タン、スポット、ブリンドル（虎毛）、そしてこれらのカラーのコンビネーションと、あらゆる犬種の中でもっとも多様な毛色を持つ犬種となっている。なかでもオレンジ、ブラック、クリーム、ホワイトが一般的な毛色である。
単色の被毛をベースに、ブルー、グレイの斑模様が点在するパターンであるマール (en:Merle) の被毛を持つポメラニアンは近年になって作出された。ベースとなる被毛はレッド、ブラウン、ブラックが多いが、その他の毛色も見られる。ただし、ブリンドルマールとレバーマールはスタンダードとして認められていない。さらにマールの被毛の場合、瞳、鼻先、肉球の色が他の毛色のポメラニアンとは異なり、瞳はブルーで鼻先と肉球はピンクとブラックの斑模様となる。
ポメラニアンの被毛は密生したダブルコートで手入れそのものは難しくはないが、密生しており、抜け毛も多いため飼育者は毎日ブラッシングすることが望ましい。トップコートは長く粗い直毛で、アンダーコートは短く密生した柔らかい被毛である。被毛はもつれやすく、とくにアンダーコートは年に二回換毛するため、この時期には抜け毛が多くなる。

## 性質
ポメラニアンは友好的で活発な犬種で、飼い主とともにいることを喜び、仲間の保護意識も旺盛である。飼い主に強く依存し、躾がされていない場合には飼い主と離れることに激しい不安を感じることがある。環境の変化にも敏感なため新しい外的刺激に対して吠えやすい傾向にあり、放っておくと無駄吠えの癖がついてしまうことがある。縄張り意識も若干強く、外部からの騒音にも激しく反応する。とはいえ、ポメラニアンは知性豊かな犬種で躾が入るのもはやく、飼い主が適切な飼育をするならば素晴らしい家庭犬となる。

## 健康

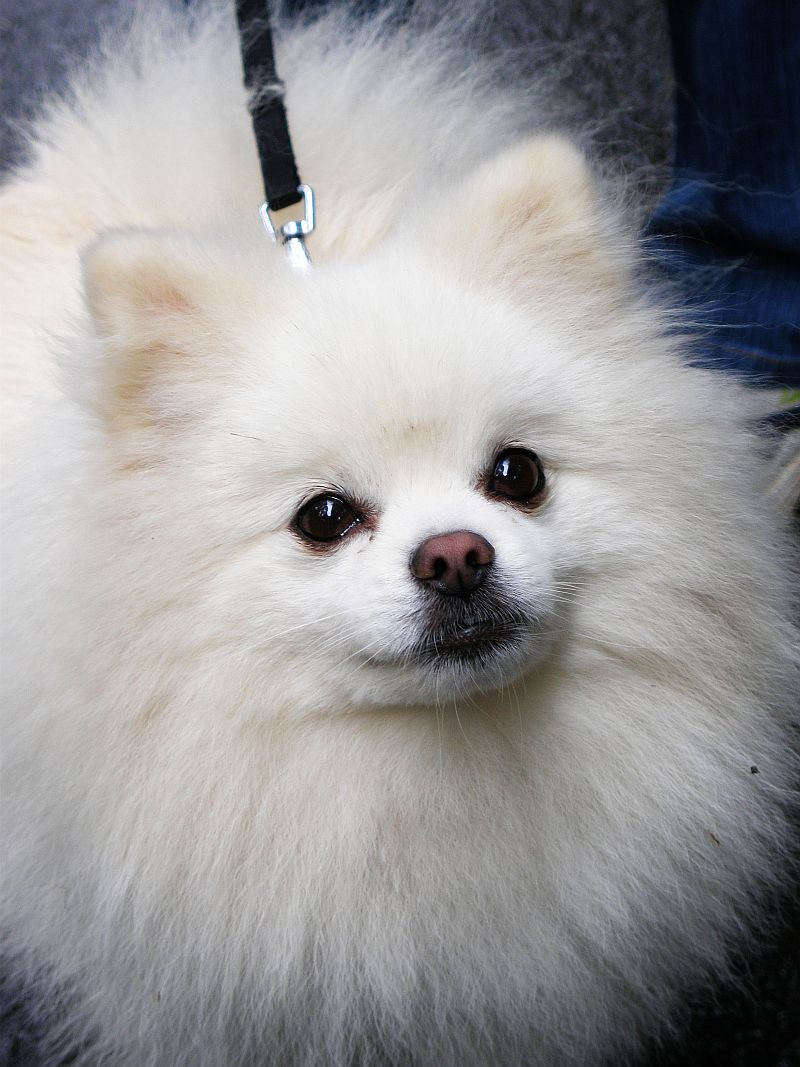
ホワイトのポメラニアン

### 全般
ポメラニアンの平均寿命は12から16歳程度で、適切な食餌と運動を与え、定期的に被毛のトリミングを実施しているならば問題はほとんどなく、丈夫な犬種である。純血種には罹病しやすい特定の疾患があり、たとえば股関節異形成は多くの純血種に共通の疾患だが、ポメラニアンは体重が軽いためこの疾患にかかることはまずない。ただし、被毛、歯、耳、眼の手入れが適切ではない場合、健康上の問題が発生する可能性があるため、定期的なケアが望ましい。
活発で遊ぶことが大好きだが、足の骨が細く、関節トラブルや骨折などに注意が必要な犬種でもある。

### 知られている疾病
毛色がマールのポメラニアンでは軽度から重度の、難聴、高眼圧症、屈折異常、小眼球症、虹彩欠損症を発症しやすい。両親ともにマールのポメラニアンから産まれた犬であれば、さらに骨格異常、心臓異常、生殖異常のリスクが高まる。膝蓋骨脱臼はポメラニアンでは比較的多く見られる症例で、先天性異常や外傷によって発症する。

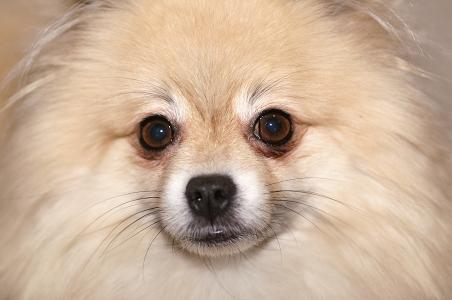
マズル（鼻先）と顔のクローズアップ

気管虚脱は気管支障害に起因する呼吸障害で小型犬に多く見られる。通常であれば筒状になっている気管支が扁平化して、気道をふさいでしまう症例で、ガチョウの鳴き声のような咳（喘鳴）が特徴であり、運動に耐えられず、短時間の失神、高温下、運動中、興奮時の咳の悪化といった症状を伴う。
ポメラニアンは抜け毛、メラニン色素沈着を伴う「黒斑病」と呼ばれる皮膚病に罹患することがある。雌犬よりも雄犬に発症する傾向があり、遺伝的疾患ではないかと考えられている。性成熟期以降に発症することも多いが、あらゆる年齢で発症する可能性がある。黒斑病と類似した症状を呈する疾病としてクッシング症候群、甲状腺機能低下症、慢性皮膚感染症、生殖ホルモン疾患があげられる。
その他、雄のポメラニアンに見られる疾病として停留睾丸がある。この場合、停留している睾丸を外科手術で摘出する必要がある。

## 歴史

### 起源と逸話

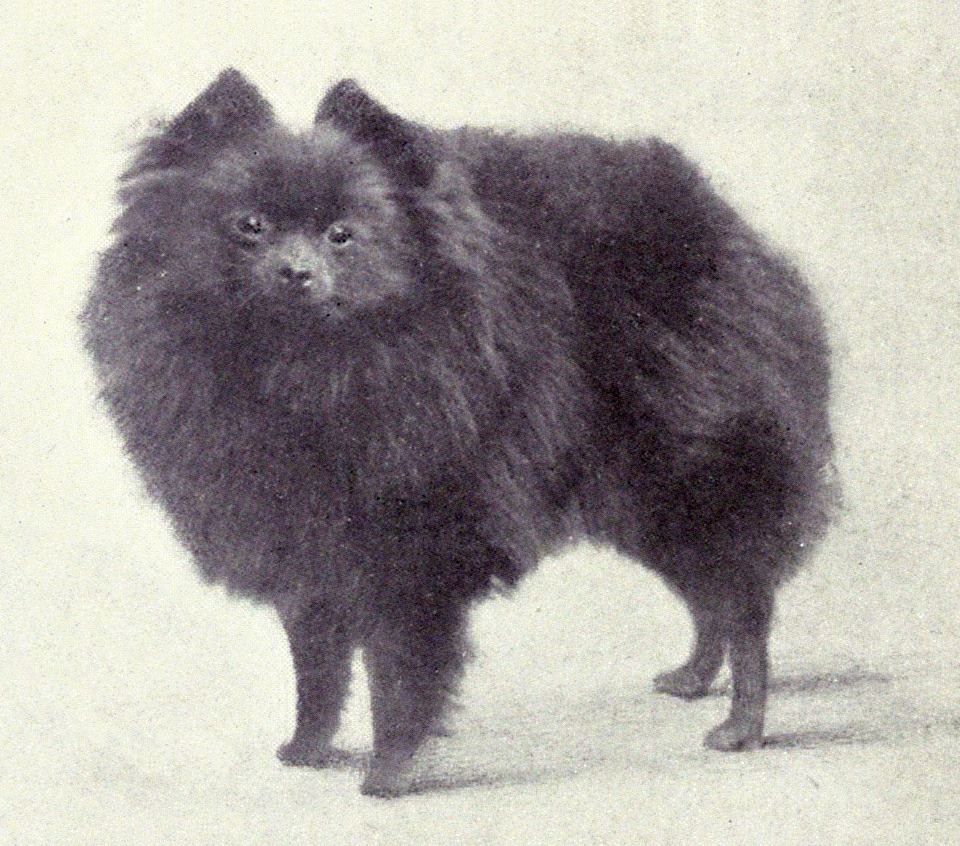
ポメラニアンの細密画（1915年）

現在のポメラニアンの祖先は極地原産の大きな使役犬で、中世ドイツ語で「尖った（鼻）先」を意味するスピッツあるいはウルフスピッツと呼ばれていた。「スピッツ」はもともと16世紀のエベルヘルト・ツー・ザインの宮廷で犬の鼻やマズルを意味する用語として用いられていた言葉だった。ポメラニアンはこれらのジャーマン・スピッツの子孫である。なお、原産国のドイツでは、スピッツをサイズ別にウルフスピッツ、グロース、ミッテル、クライン、ツヴェルクと5段階に分類しているが、ポメラニアンはもっとも小さいツヴェルク・スピッツに含まれている。
ポメラニアンという名称は、バルト海に面し、ドイツ北東部からポーランド北西部にまたがるポメラニア地方にちなんでいる。この地方では、古来より様々なスピッツが飼育されていた。ポメラニアンはドイツで中型のスピッツから品種改良を重ねることで小型化し、誕生した犬種である。
ポメラニアンに関する最初期の記録は1764年11月2日のもので、ジェイムズ・ボズウェルがドイツとスイスを旅行していた時に記した日記で「フランス人男性がポメルという名前のポメラニアンを飼育しており、非常に可愛がっていた」という記述である。他に、ウェールズ人博物学者トマ-ス・ペナント (en:Thomas Pennant)が1769年の著作「スコットランド旅行記」に、ロンドンの商人がポメラニアンとオオカミを交配させた子孫のことを記述している。

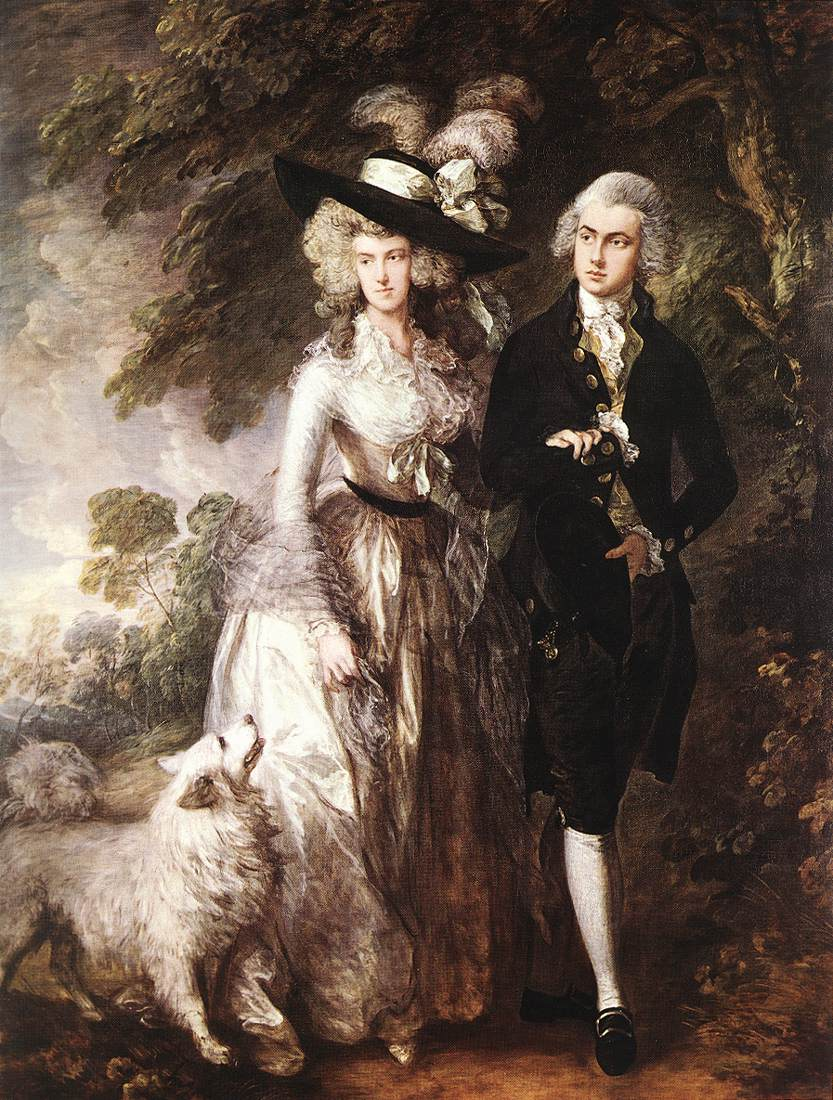
『ウィリアム・ハレット夫妻の肖像』（1785年）
トマス・ゲインズバラ、ナショナル・ギャラリー（ロンドン）
まだ中型犬種だった当時のポメラニアンが描かれている

二人のイギリス王族がポメラニアンの改良に大きな役割を果たしている。1767年にイギリス国王ジョージ3世の王妃シャーロットが二頭のポメラニアンをイングランドへと持ち込んだ。フィービーとマーキュリーと名づけられたこれらの犬はトマス・ゲインズバラの絵画にも描かれている。現在のポメラニアンよりも大型で、伝わっている話では14 - 23kg程度の体重といわれているが、豊富な被毛、立ち耳、背中に巻いた尾など、現在のポメラニアンと同様の外見で描かれている。
シャーロットの孫にあたるイギリス女王ヴィクトリアもポメラニアンを愛好し、大きな繁殖犬舎を所有していた。ヴィクトリアお気に入りのポメラニアンのなかに、体重5.4kgと伝えられる、小柄でレッド・セーブルの毛色をした「ウィンザー・マルコ」という名前のポメラニアンがいた。ヴィクトリアが1891年以降ウィンザー・マルコを展覧会に出陳したことによって小型のポメラニアンが人気となり、繁殖家たちがより小型のポメラニアンの作出を目指すきっかけとなっている。そしてヴィクトリア存命中の時点で、ポメラニアンの大きさはすでに半分以下になっていた。ヴィクトリアはヨーロッパ各地から様々な毛色の小さなポメラニアンを輸入して自身で繁殖し、ポメラニアンの改良と人気の高まりに一役買った。ヴィクトリアのほかにポメラニアンを飼育していた当時の王族には、フランス皇帝ナポレオンの王妃ジョゼフィーヌ・ド・ボアルネや、イギリス王ジョージ4世らがいる。
ポメラニアンの愛好クラブがイングランドに設立されたのは1891年のことで、1898年にアメリカのアメリカンケネルクラブに最初のポメラニアンが登録され、1900年には犬種として公認されている。
1912年に客船タイタニック号が沈没したときに生き残った犬が三頭いるが、このうちの二頭がポメラニアンだった。そのうちの一頭はマーガレット・ヘイズが飼育していた「レディ」で、7号救命ボートにヘイズとともに乗り込んで難を逃れた。もう一頭はエリザベス・バレット・ロスチャイルドの飼育犬で、6号救命ボートに飼い主とともに乗り込んで生き残っている。
1926年に開催されたウェストミンスター・ケネルクラブ・ドッグショー (en:Westminster Kennel Club Dog Show) の愛玩犬 (en:Toy Group) クラスで、グレン・ローズ・フラッシュウェイが出陳したポメラニアンがチャンピオンを獲得した。これがウェストミンスターでポメラニアンが最初に賞を獲得した記録である。そして1988年の同ドッグショーで、グレート・エルムス・プリンス・チャーミング2世という名前のポメラニアンが、ポメラニアンとして初の全クラスの総合チャンピオン犬 (en:Best in Show) を獲得している。
国際畜犬連盟による犬種のスタンダードが1998年に改定され、ポメラニアンはキースホンドとともにスピッツ、ジャーマン・スピッツのカテゴリに分類された。このスタンダードによればポメラニアンなど「スピッツ系は魅力的」であり「ユニークな個性と気取った外観」であるとしている。

## 登録者数

### 登録者数
2015年:16,836頭(4位)
2016年:18,221頭(4位)
2017年:18,443頭(4位)
2018年:19,148頭(4位)
2019年:18,841頭(4位)
2020年:19,486頭(4位)
2021年:19,832頭(4位)
2022年:19,433頭(4位)
2023年:20,578頭(4位)
2024年:21,783頭(4位)

### 引用
ジャパンケネルクラブ (jkc)
wikiで検索 ジャパンケネルクラブ
引用部分2015年~2024年

## 購入方法
サイト
•みんなのブリーダー(ポメラニアン)
•ペットステーション
•コジマ
ペットショップ
•かねだい
•コジマ
•その他のペットショップ
※ペットステーション,コジマの犬の購入はペットショップで

## 飼いやすさ
ポメラニアンは、賢く、飼い主への忠誠心が強く、しつけやすいという点で、初心者にも飼いやすい。比較的いい犬種と言える。

### 性格
甘えん坊のため飼い主に愛情表現が伝わりやすい。とにかく飼い主と過ごすのが大切な時間。ただ攻撃的な一面もある。

## 人気
アメリカではポメラニアンは人気犬種で、アメリカンケネルクラブの登録頭数は2000年から2010年にかけて上位15位以内に入っている。日本でも1999年から2010年にかけて、つねに上位10位以内に入っており、2007年からは上位5位以内となっている。一方、イギリスでは2007年と2008年には上位20位にも入っていない。オーストラリアでは1986以来人気が減少しており、1987年にオーストラリア・ナショナル・ケネル・カウンシル (en:Australian National Kennel Council) の登録頭数は1987年の1128頭がピークで、2004年には491頭、2010年にも561頭の登録にとどまっている。
2008年のアメリカ各都市別のランキングでは、デトロイトでアメリカン・ブルドッグ (en:American Bulldog) と並んで10位、オーランドでも10位、ロサンゼルスで9位、シアトルでアメリカン・ブルドッグと並んでの7位、ホノルルではラブラドール・レトリバー、ジャーマン・シェパード・ドッグに続く3位など、大都市部で高い人気を誇る犬種である。